# Hasselø Plantage
Hasselø Plantage er en lille kystby på Falster med 214 indbyggere  (2024). Hasselø Plantage er beliggende i Væggerløse Sogn ved Guldborg Sund fire kilometer syd for Nykøbing Falster og fem kilometer vest for Væggerløse. Byen tilhører Guldborgsund Kommune og er beliggende i Region Sjælland.